# Shadow of the Tomb Raider
Shadow of the Tomb Raider è un videogioco d’avventura dinamica uscito nel 2018, sviluppato da Eidos Montréal in collaborazione con Crystal Dynamics. È il sequel di Rise of the Tomb Raider (2015) e rappresenta il terzo capitolo della "Survivor Timeline".
Il gioco è stato distribuito per Microsoft Windows, PlayStation 4 e Xbox One a partire dal 14 settembre 2018. Successivamente, il 5 novembre 2019, è stata pubblicata anche una versione per macOS e Linux, a cura di Feral Interactive.

## Sviluppo
Lo sviluppo di Shadow of the Tomb Raider è iniziato nel 2015.
A differenza dei precedenti titoli della serie reboot di Tomb Raider, sviluppate principalmente da Crystal Dynamics, Eidos Montréal ha assunto importanti incarichi di sviluppo per Shadow of the Tomb Raider, mentre Crystal Dynamics ha fornito ulteriori sviluppi.
Nei titoli precedenti la Crystal aveva il ruolo di sviluppatore principale della serie, questa volta invece ha un ruolo di supporto. Analogamente al loro lavoro sulla serie Deus Ex e Thief, Eidos Montréal ha prima acquisito una profonda comprensione degli elementi di base della serie, quindi ha iniziato a costruire il gioco utilizzando sia le idee dai titoli precedenti sia le proprie filosofie di progettazione. Eidos Montréal ha stimato i costi di sviluppo del gioco tra i 75 e i 100 milioni di dollari, con un budget di marketing e promozione separato di 35 milioni di dollari, diventando il più grande progetto al momento.
Il capo dello studio David Anfossi ha ammesso la portata del progetto nel moderno mercato dei giochi e la necessità di realizzare un profitto. Con i costi in mente, Eidos Montreal ha cercato di incorporare elementi sperimentali all'interno del multiplayer per dare la longevità del gioco in modo che il gioco potesse fornire entrate post-lancio e promuovere una grande comunità. Il 15 marzo 2018 Square Enix ha confermato che il sequel di Rise of the Tomb Raider era in fase di sviluppo e programmato l'uscita per il 14 settembre 2018 per Microsoft Windows, PlayStation 4 e Xbox One. Lo stesso giorno è uscito un teaser trailer che mostrava Lara Croft in un ambiente montuoso. Il gioco è stato rivelato il 27 aprile 2018 con un trailer, screenshot e una demo di un'ora per i membri della stampa. il gioco è uscito il 14 settembre 2018.
È stato inoltre annunciato un abbonamento stagionale che consente ai giocatori di accedere a sette "percorsi" che includono nuove narrazioni, missioni, tombe, armi, abiti e abilità.

## Trama
Circa tre mesi dopo la sua precedente avventura, Lara Croft e il suo amico Jonah sono nuovamente sulle tracce della Trinità. Seguendo gli indizi lasciati dal padre di Lara, i due arrivano a Cozumel, in Messico, per spiare il capo della cellula locale, il dottor Pedro Dominguez; durante una spedizione in una tomba già visitata dall'organizzazione, Lara scopre alcune notizie circa una misteriosa città nascosta. Successivamente, camuffandosi con gli abiti tipici per il dia de los muertos, Lara riesce a seguire gli adepti della Trinità, scoprendo così che Dominguez è addirittura il capo dell'organizzazione e che è sulle tracce di una misteriosa reliquia nascosta in un tempio non ancora localizzato. Lara lo scopre, vi si infiltra e ottiene l'accesso all'altare che contiene la reliquia, un prezioso pugnale. Pur di fermare la Trinità, Lara si impossessa del pugnale, ignorando gli ammonimenti di un affresco: esso prevede una vera e propria apocalisse, una serie di cataclismi naturali che culminerà con la "morte del sole".
All'uscita dal tempio Lara viene fermata da Dominguez, che le sottrae il pugnale accusandola di aver scatenato l'apocalisse: l'uomo rivela di voler usare la reliquia per distruggere il mondo e ricrearlo secondo i suoi desideri dopo aver trovato lo Scrigno d'Argento, la reliquia complementare a quella rinvenuta da Lara. Effettivamente poco dopo si scatena uno tsunami, il primo cataclisma previsto dall'affresco, che distrugge Cozumel. Con molta difficoltà, Lara riesce a salvarsi e a ricongiungersi con Jonah.
I due amici partono per il Perù, dove Lara pensa sia ubicata la città segreta. Mentre sorvolano la giungla si verifica il secondo cataclisma, una tempesta di grandine che causa la caduta dell'aereo. Lara si risveglia sola e disarmata nella giungla, ma riesce a recuperare la sua attrezzatura e, dopo aver combattuto contro giaguari e i mercenari della Trinità, ritrova Jonah. Durante una notte in cui si accampano nella giungla, Lara rivive in sogno un drammatico episodio della sua infanzia: il giorno in cui suo padre si era apparentemente suicidato.
I due arrivano a Kuwak Yaku, piccolo villaggio ai piedi di un antico tempio Maya, dove incontrano Abby Ortiz, un'avventuriera locale che li aiuta a trovare il percorso per la città nascosta. Durante il tragitto Lara vede molti mercenari della Trinità venire decimati da una misteriosa forza di possibile origine soprannaturale. 
Dopo aver superato tutte le prove e gli enigmi a difesa della città, Lara si ritrova in un villaggio apparentemente abbandonato; qui salva un ragazzino vestito in abiti precolombiani dall'assalto dei membri di una setta il cui stemma ricalca quello della Trinità. A questo salvataggio assiste un gruppo di nativi locali, che le danno fiducia e la conducono nella città segreta, Paititi. Con gran sorpresa di Lara, la civiltà pre-Inca è sopravvissuta attraverso i secoli: il ragazzino salvato da Lara è Etzli, figlio della legittima regina di Paititi Unuratu.
Unuratu è stata deposta dal Culto, una setta votata al dio Kukulkán che ha preso il potere a Paititi, scatenando una vera e propria guerra civile tra i seguaci del Culto e i ribelli fedeli a Unuratu. Lara scopre che il leader della setta è proprio il dottor Dominguez, il quale è in realtà Amaru, cognato di Unuruatu rapito dalla Trinità molti anni prima e tornato col pugnale recuperato da Lara. L'uomo ha intenzione di usare la reliquia (appartenuta alla dea Ix Chel) per aprire lo Scrigno d'Argento (posseduto dalla dea Chax Chel) per sacrificare il dio Kukulkan e riportare la pace nel mondo. Lara e Unuratu si alleano: la regina le rivela la posizione di un indizio, che può condurla allo Scrigno, situato all'interno di una piramide dove il Culto compie sacrifici umani. L'archeologa vi si introduce e trova una chiave misteriosa. Una volta fuori dalla piramide, Lara vede Etzli venire fatto prigioniero dal Culto; alleandosi con i ribelli e Unuratu, questa le rivela che la chiave apre un percorso nei sotterranei dell'avamposto del Culto, che dovrebbe portare proprio allo Scrigno. Lara e i ribelli si introducono allora nel loro covo sia per liberare Etzli, sia per trovare lo scrigno. Il salvataggio riesce ma Unuratu viene scoperta e, allo scopo di aiutare Lara e non compromettere la sua ricerca, Unuratu si lascia catturare dal Culto senza che Lara intervenga.
Nel sottosuolo, Lara incontra le creature selvagge che prima aveva visto uccidere i soldati della Trinità; dopo averle sconfitte, l'archeologa riesce finalmente a raggiungere il luogo dov'è conservato lo Scrigno, ma scopre che esso non si trova più lì, trovando invece dei simboli riconducibili alla dinastia della famiglia di Unuratu. 
Di ritorno a Paititi, Lara si traveste da membro del Culto e si introduce nella città alta, governata da Dominguez e i suoi seguaci, per liberare Unuratu. Qui la ragazza assiste a un litigio tra la regina e suo cognato, il quale le rivela che lo Scrigno fu portato via dai Paititi nel XVII secolo ad opera di un missionario di nome Andrea Lopez, reso folle dal potere della reliquia. Una volta salvata Unuratu, la regina le rivela che lo Scrigno e la Chiave riuniti hanno il potere di donare agli eletti le visioni di un mondo ricostruito secondo la propria volontà, e solo chi vi resiste sarà degno di realizzarlo; Dominguez vorrebbe un mondo distrutto e successivamente ricostruito secondo gli ideali della Trinità, mentre Unuratu si è preparata per tutta la vita a sostenere questa prova. Svelandole i simboli ritrovati al posto dello Scrigno, la regina conduce Lara alla tomba dell'ultimo imperatore di Paititi, alla ricerca di un ulteriore indizio sulla nuova ubicazione dello Scrigno, e lungo il tragitto le spiega che le creature incontrate da Lara sono Yaaxil, i difensori della reliquia.
Raggiunta la sede della tomba, Lara trova l'indizio; al ritorno, tuttavia, le due donne vengono assalite dai Cultisti, e Unuratu viene uccisa da Rourke, secondo in carica di Dominguez. Prima di morire, Unuratu raccomanda a Lara di non lasciarsi tentare dal potere dello Scrigno.
Braccata dalle forze della Trinità, Lara lascia Paititi insieme a Jonah. Lungo la strada per Kuwak Yaku, i due vengono assaliti dalla Trinità e sono costretti a separarsi. Senza armi e da sola, Lara attraversa la giungla fino a una raffineria di petrolio; lungo la strada viene contattata da Rourke, che le dice di aver ucciso Jonah. Furibonda e provata dagli ultimi avvenimenti, Lara scatena la sua furia sui soldati della Trinità, riuscendo a sgominarli tutti tranne Rourke, che aveva già abbandonato il sito. Ricongiuntasi con Jonah (che non era stato davvero ucciso), Lara cede e decide di abbandonare tutto, ma il suo amico riesce a calmarla e a farle decifrare l'ultimo indizio: lo Scrigno si trova nella missione di San Juan, fondata dallo stesso Lopez. I due amici, ricongiuntisi con Abby, vi si recano.
Qui Lara riesce a recuperare i vari indizi lasciati da Lopez e localizza una catacomba entro la quale il missionario si è seppellito vivo assieme allo Scrigno; Lara risolve tutti gli enigmi e lo recupera, ma viene raggiunta da Dominguez, che prende in ostaggio Jonah e la costringe a consegnargli la reliquia. L'uomo le rivela inoltre che suo padre non si è suicidato, ma è stato lui a ordinare di ucciderlo perché era certo che prima o poi avrebbe rivelato al mondo l'esistenza di Paititi. Lara cerca comunque di indurlo a rinunciare allo Scrigno; quando questi rifiuta, Jonah riesce a sottrargli la reliquia e a scappare. Lara si fa strada combattendo la Trinità; tuttavia Dominguez riesce a riprendersi lo Scrigno, mentre si scatena il terzo cataclisma, un fortissimo terremoto che distrugge San Juan.
Di ritorno a Paititi, i due amici trovano la città attaccata dalla Trinità, mentre il quarto cataclisma, un'eruzione vulcanica, sta avendo luogo. Etzli e i suoi organizzano la resistenza, mentre Lara si introduce nella Città del Serpente, dimora degli Yaaxil. Qui incontra il Fuoco Cremisi, la sacerdotessa degli Yaaxil, e le propone di allearsi per sconfiggere Amaru/Dominguex. La donna identifica se stessa con Chax Chel, e dona a Lara la maschera di Ix Chel: insieme potranno compiere il rito per porre fine all'apocalisse. Con l'aiuto degli Yaaxil, Lara e il Fuoco Cremisi raggiungono Amaru presso il tempio dove l'uomo effettuerà l'ultimo sacrificio per distruggere il mondo e ricrearlo secondo il suo volere; tuttavia in quel momento inizia anche la "morte del sole", un'eclissi permanente, e Amaru scappa. In quella l'intero Alto Consiglio della Trinità sferra un attacco, ma gli Yaaxil e Lara riescono a uccidere Rourke, sconfiggendo definitivamente l'organizzazione.
Successivamente, Lara raggiunge Amaru e lo sconfigge; mentre muore, l'uomo le strappa la promessa di proteggere Paititi. Lara accoglie dentro di sé lo spirito di Kukulkan e ha la visione del suo mondo perfetto: i suoi genitori ancora vivi che formano con lei una famiglia felice. Tuttavia, consapevole del suo ruolo, rinuncia alle tentazioni dello Scrigno e lascia che il Fuoco Cremisi, sotto le sembianze di Chax Chel, la pugnali simbolicamente nei panni di Ix Chel, fermando la morte del sole.
Due giorni dopo, Unuratu riceve le esequie. Jonah parte per una vacanza con Abby, della quale si è innamorato; Lara decide di rimanere a Paititi per aiutare Etzli a riportarla al suo antico splendore.
In una scena dopo i titoli di coda, Lara si trova a Croft Manor e pianifica la sua prossima avventura, mentre il fedele maggiordomo Winston le porta una tazza di tè.

### DLC:The Path Home
Questo DLC ha luogo dopo gli avvenimenti del gioco. Lara viene contattata da Abby, Jonah e Q'orianka, nuova guida dei ribelli dopo la morte di Unuratu: dopo la battaglia finale contro Amaru, gli Yaaxil e il Fuoco Cremisi sono misteriosamente spariti nel sottosuolo di San Juan. Cercando di scoprire quale sia stata la loro sorte, Lara si introduce nella voragine entro la quale si sono calati gli Yaaxil e segue le loro tracce, imbattendosi in una cellula della Trinità sopravvissuta. Successivamente, Lara scopre un tempio realizzato dagli Yaaxil, protetto da una serie di enigmi e trappole che lei riesce a oltrepassare: dentro il tempio trova un portale per un'altra dimensione e un messaggio di addio indirizzato a lei dal Fuoco Cremisi. L'archeologa comprende che gli Yaaxil, creati appositamente per proteggere lo Scrigno d'Argento, varcando il portale sono tornati a casa, nella dimensione alla quale appartengono.
Di ritorno a San Juan, Lara si congeda serenamente dai suoi amici; quando Q'orianka le chiede se ha dei programmi per il futuro, lei le risponde con un sorriso furbo, lasciando intendere che stia già pensando a una prossima avventura.

## Edizioni
Il gioco è stato rilasciato in quattro differenti edizioni, ciascuna contenente diverso materiale bonus.
- Standard Edition: l'edizione standard del gioco, comprendente solo il videogame base e un tema dinamico per la console di riferimento. Essa è disponibile anche in edizione digital deluxe, che consente al giocatore di accedere al gioco con un anticipo di 48 ore e ha in più la colonna sonora del gioco in formato digitale e alcune armi e outfit aggiuntivi.
- Croft Edition: comprende il videogame base, il season pass che consente di scaricare gratuitamente tutti i DLC previsti, l'accesso anticipato di 48 ore, la colonna sonora e armi e outfit aggiuntivi. Questa edizione ha inoltre un cover artwork alternativo e include anche tre litografie che riproducono le copertine dei tre giochi del reboot. Anche questa edizione era disponibile in digital deluxe.
- Steelbook edition: disponibile solo presso alcuni rivenditori, comprende i contenuti della Standard o della Croft Edition in un prestigioso cofanetto metallico che riproduce lo Scrigno d'Argento.
- Ultimate Edition: disponibile solo in quantità estremamente limitate e ordinabile presso lo store ufficiale di Square Enix, questa edizione comprende tutto quanto è incluso nella Croft Edition più la steelbook, assieme a un packaging esclusivo, tre ulteriori armi e outfit scaricabili, una statuetta di Lara alta 45 cm e denominata Tombe Terrificanti, un apribottiglie a forma di piccozza di Lara e la riproduzione della torcia utilizzata da Lara durante il gioco.

Il 4 novembre 2019 è stata inoltre rilasciata una Definitive Edition, contenente il gioco base con tutte le patch e i miglioramenti, i 7 DLC integrati nella mappa di gioco e un outfit esclusivo.

### DLC
All'annuncio ufficiale del gioco è stato reso noto il piano di supporto post-lancio per Shadow of the Tomb Raider: esso prevede il rilascio di sette DLC a cadenza mensile a partire da novembre 2018, ciascuno di essi comprendente una nuova missione e una tomba aggiuntiva che espandono la trama e la mappa del gioco. Cinque dei sette DLC previsti saranno giocabili anche in modalita co-op. I DLC saranno scaricabili gratuitamente dai possessori del season pass incluso nelle edizioni Croft e Ultimate, oppure acquistabili separatamente, fatta eccezione per il settimo The Path Home, disponibile solo per gli utenti del season pass.
I DLC sono i seguenti:
- The Forge (novembre 2018): Lara dovrà affrontare la Forgia degli Dei Caduti, inondata di lava, per scoprire i segreti di Kuwak Yaku. Durante il suo viaggio, scoprirà dettagli circa l'antica discendenza della sua amica Abby, e incontrerà un pericolo che si pensava da tempo perso nelle fiamme. Questo DLC è giocabile anche in cooperativa.
- The Pillar (dicembre 2018): Lara deve combattere i venti di Huracan per rintracciare il pericoloso sentiero dell'Imperatore Sinchi Chiqa e impossessarsi del suo tesoro per consegnarlo alla città di Paititi.
- The Nightmare (gennaio 2019): Mentre è alla ricerca di un'arma in grado di contrastare Amaru, Lara deve fronteggiare i suoi nemici peggiori e anche amici persi da tempo. Questo DLC può essere giocato anche in co-op.
- The Price of Survival (febbraio 2019): Lara indaga sul passato di Amaru e scopre il nascondiglio segreto di una cellula della Trinità che si cela nella giungla.
- The Serpent's Heart (marzo 2019): nel tentativo di salvare le vite di alcuni incorruttibili ribelli, Lara si mette alla ricerca di un potente artefatto.
- The Grand Caiman (marzo 2019): dopo il terremoto, Lara scopre che qualcosa si è risvegliato nel sottosuolo di San Juàn; l'archeologa dovrà affrontare mercenari e l'ira di un dio Maya, prima che porti morte e distruzione in tutto il mondo.
- The Path Home (aprile 2019, disponibile solo per i possessori del Season Pass): Dopo la battaglia contro Amaru, Lara deve scoprire che fine abbiano fatto gli Yaaxil, spariti nel sottosuolo di San Juan. Si imbatte inoltre in una cellula sopravvissuta della Trinità.

## Modalità di gioco
Il gioco mantiene sostanzialmente il gameplay del precedente titolo, con alcuni elementi migliorati o espansi.

### Esplorazione
L'esplorazione è stata resa più libera e efficace. Il mondo di gioco è composto da tre hub principali: Kuwak Yaku, San Juan e Paititi (quest'ultimo il più grande mai costruito per la serie) e da altri di minori dimensioni. Il giocatore è in grado di percorrerlo a suo piacimento anche al di fuori della storia principale alla ricerca di risorse, tombe, missioni e reliquie. Alcune zone saranno accessibili esclusivamente più avanti nel gioco, una volta che Lara avrà recuperato l'attrezzatura adatta. Alcune zone non saranno inoltre accessibili senza un particolare outfit.

### Enigmi
Le tombe opzionali e le cripte sono state aumentate e rese maggiormente pericolose. Esplorando il mondo di gioco, il giocatore deve trovare l'entrata di ciascuna di esse e al suo interno risolvere degli enigmi, sostenere alcune sessioni di platforming o di combattimento e successivamente individuare l'uscita. Nella storyline principale sono inoltre presenti molte più tombe ed enigmi.

### Combattimento
Nel combattimento, un forte impulso è stato dato allo stealth: Lara può infatti sfruttare l'ambiente di gioco per nascondersi e far fuori i suoi nemici in maniera silenziosa, utilizzando frecce allucinogene o la corda per impiccarli agli alberi. 

### Difficoltà
Gli elementi di gioco (Esplorazione, Enigmi e Combattimento) hanno ciascuno tre gradi di difficoltà (Facile, Normale e Difficile) che il giocatore può settare indipendentemente l'uno dagli altri.
- Esplorazione: in modalità difficile, l'istinto di combattimento non indica il percorso da seguire e non evidenzia elementi con cui interagire. Inoltre i punti a cui Lara si può arrampicare, evidenziati nelle altre due modalità con vernice bianca, saranno resi meno evidenti.
- Enigmi: in modalità difficile, Lara non darà indizi al giocatore e l'istinto di sopravvivenza non indicherà elementi con cui interagire; inoltre gli enigmi a tempo potranno essere risolti in una quantità di tempo ridotta.
- Combattimento: in modalità difficile, i nemici saranno più forti e individueranno in meno tempo Lara.

Oltre a poter settare il grado di difficoltà delle tre componenti di gioco indipendentemente l'una dalle altre, il giocatore può scegliere tre modalità di gioco che settano automaticamente tutti i parametri a un dato livello, più una quarta estrema:
- Astuta e ingegnosa: tutti i parametri sono settati su "facile", con mira assistita e nemici meno forti;
- Rito di passaggio: tutti i parametri sono settati su "normale";
- Tutt'una con la giungla: tutti i parametri sono settati su "difficile", i campi base risultano spenti e quindi difficilmente individuabili, tutti gli aiuti disattivati e la salute di Lara non si rigenera durante i combattimenti;
- Ossessione Mortale: tutto quello che è compreso in Tutt'una con la giungla; inoltre sono disattivati i salvataggi automatici e il gioco salva esclusivamente nei campi base.

## Doppiaggio
| Personaggio         | Doppiatore originale        | Doppiatore italiano  |
| ------------------- | --------------------------- | -------------------- |
| Lara Croft          | Camilla Luddington (adulta) | Benedetta Ponticelli |
| Lara Croft          | Francesca Aston (bambina)   | Benedetta Ponticelli |
| Jonah Maiava        | Earl Baylon                 | Diego Baldoin        |
| Dr. Amaru Dominguez | Carlos Leal                 | Gianluca Iacono      |
| Abby                | Erika Soto                  | Deborah Morese       |
| Unuratu             | Patricia Velásquez          | Valentina Pollani    |
| Etzili              | Kamran Lucas                | Simone Lupinacci     |
| Uchu                |                             | Francesco Mei        |
| Comandante Rourke   | Carlo Mestroni              |                      |
| Richard Croft       | Steve Hope Wynne            | Oliviero Corbetta    |
| Amelia Croft        | Rebecca Rogers              | Anna Lana            |
| Winston             |                             | Alessandro Conte     |
| Miguel              | Marco Ledezma               | Francesco Mei        |
| Q'orianka           |                             | Beatrice Caggiula    |

La localizzazione italiana è stato realizzata dalla Synthesis di Milano.

## Sequel animato
In una coproduzione congiunta tra Netflix Animation e Legendary Entertainment, era in lavorazione un adattamento animato della serie quasi in stile anime basato sulla trilogia reboot del franchise videoludico, intitolato Tomb Raider - La leggenda di Lara Croft (Tomb Raider: The Legend of Lara Croft). La serie animata sarà ambientata principalmente dopo gli eventi di questo gioco Shadow of the Tomb Raider e colma il divario della cronologia della serie Survivor, collegando la stessa trilogia reboot alla serie originale di videogiochi. La serie è stato presentato in anteprima su Netflix il 10 ottobre 2024, e l'attrice britannica Hayley Atwell viene scelta a prestare la voce alla protagonista Lara Croft nella versione originale in inglese.